# 楊秀清
楊 秀清（よう しゅうせい、Yáng Xiùqīng、1821年 - 1856年9月2日）は、太平天国の指導者の一人。天王洪秀全から東王に封ぜられ、九千歳と称した。

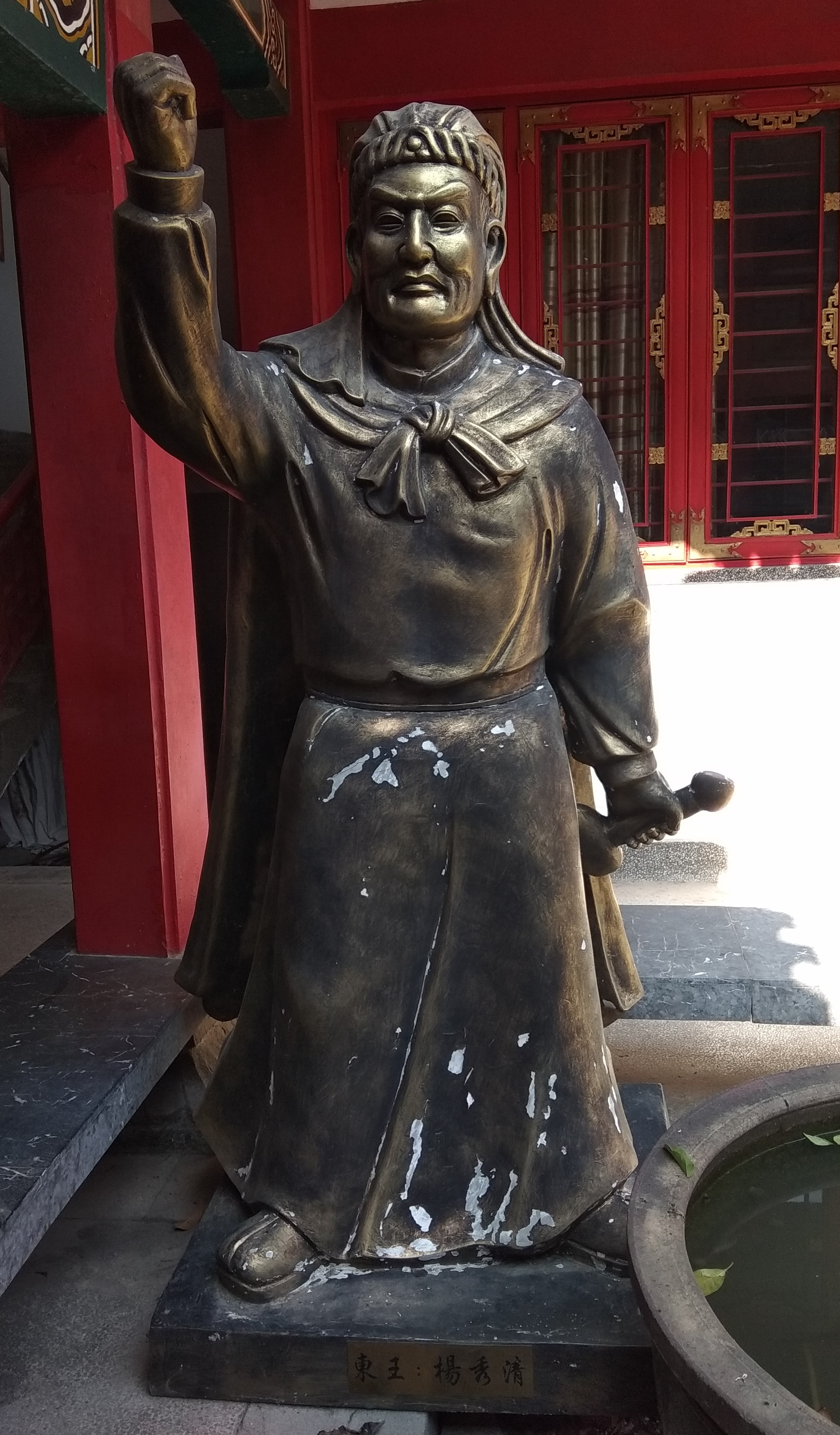
楊秀清の銅像

## 人物
広西省潯州府桂平県出身の客家人。炭売りをしていたが、早くから洪秀全が創始したキリスト教秘密結社「拝上帝会」に加入していた。1848年、拝上帝会の幹部の馮雲山が清の官憲に捕われると、洪秀全は救出のために広州に赴いた。これにより会員に動揺が広がったため、楊秀清は独断でヤハウェの託宣（「天父下凡」）を行ったところ人心を静めることに成功した。馮雲山の釈放により広西に戻ってきた洪秀全は楊秀清の「天父下凡」を認め、楊秀清は幹部の一員となった。
1851年、金田蜂起の後、洪秀全は楊秀清を正軍師・東王に任じ、他の四王より上位に置かれた。南王馮雲山・西王蕭朝貴が戦死すると、権力は楊秀清に集中するようになった。太平天国軍の進撃を実際に指揮していたのも楊秀清であった。1853年に太平天国軍は南京を陥落させ、天京と改称した。その後北伐と西征を決定したが、前者は壊滅し、後者は一定の成果を上げたものの清軍の主力を壊滅させることはできなかった。
この時、天王洪秀全は名目上は各王の上にあったが、実際は楊秀清が実権を握っており、楊秀清の決定に洪秀全は反対できなくなっていた。楊秀清は度々「天父下凡」によって自らの命令に従わせた。やがて楊秀清の専横ははなはだしくなり、洪秀全や他の諸王との対立は深まっていった。高島俊男『中国の大盗賊・完全版』によると、「天父下凡」によって洪秀全が天王府において人前で楊に平伏させられ棒叩きを食ったこともあったという。
1856年、楊秀清は民衆に対して洪秀全と同等に自らに対しても「万歳」と称するようにとの内容の「天父下凡」を発するまでになった（当時、「万歳」は皇帝に対してのみ許されるもので、太平天国では洪秀全のみが「万歳」と唱えられ、楊秀清は「九千歳」で以下の諸王は八千歳、七千歳と続いていた）。洪秀全はここに至ってはもはや楊秀清の増長を看過できないと判断し、ついに北王韋昌輝と燕王秦日綱に楊を討伐する密命を下した。韋昌輝は9月1日に天京に入り、翌日に燕王秦日綱とともに東王府を襲撃して、楊秀清一族と配下の兵2万人を殺害した。この際に、女性状元で楊秀清の秘書であった傅善祥も落命したと思われる。これを「天京事変」という。この混乱をきっかけに、太平天国の勢力は衰退し、ついに清朝との形勢は逆転することとなった。